# IC 1425
IC 1425 ist eine spiralförmige Radiogalaxie vom Hubble-Typ S im Sternbild Pegasus am Nordsternhimmel. Sie ist schätzungsweise 437 Millionen Lichtjahre von der Milchstraße entfernt und hat einen Durchmesser von etwa 200.000 Lichtjahren. Vom Sonnensystem aus entfernt sich die Galaxie mit einer errechneten Radialgeschwindigkeit von näherungsweise 9.600 Kilometern pro Sekunde.
Im selben Himmelsareal befinden sich unter anderem die Galaxien IC 1422, PGC 67899, PGC 1226321, PGC 1232429.
Das Objekt wurde am 19. August 1893 von Stéphane Javelle entdeckt.